# Marky Ramone
Marc Bell (Brooklyn, Nova York, 15 de juliol de 1952), més conegut com a Marky Ramone i per ser el bateria que va substituir a Tommy Ramone a partir de 1978 al grup The Ramones.

## Biografia
Marc va començar tocant la baterial a la banda de hard rock Dust, amb qui va gravar dos àlbums. A mitjans de 1970 s'ajuntà amb Richard Hell & The Voivoids, debutant en el seu primer àlbum "Blank Generation".
Quan Tommy Ramone va abandonar els Ramones el 1978, Marc Bell el va reemplaçar, agafant el nom de Marky Ramone. Va estar durant 15 anys tocant la bateria als Ramones fins que el 1983 el convidaren a deixar el grup per problemes d'alcohol (o com va dir ell mateix "per lluitar amb els seus dimonis"). Va retornar al grup el 1987 i ja no el deixà fins a la seva dissolució el 1996.
El 1995 Marky va aparèixer amb els Ramones a un episodi de la sèrie The Simpsons.
El 1996, juntament amb Dee Dee Ramone i la seva dona, Barbara Ramone, formen The Ramainz on toquen cançons dels Ramones per diversió.
El 2000, Marky participa en l'únic disc en solitari de Joey Ramone. Aquest mateix any també col·labora amb Jerry Only, dels originals The Misfits, i amb Dez Cadena de Black Flag.
A l'octubre de 2001, Marky apareix a la MTV recollint de mans de Bono d'U2 un premi a la carrera dels Ramones.
El març de 2002 en una gala al Waldorf Astoria de Nova York, entra a la Rock and Roll Home of Fame com a membre dels Ramones.
Entre el 2002 i 2003 participa en una gira mundial amb el grup Marky Ramone & the Speedkings, amb el que grava diversos àlbums.
El setembre de 2004, és el productor executiu del DVD Ramones Raw a Image Entertaiment, en el que es mostra un gira mundial del grup The Ramones. Bona part del material gràfic pertany al mateix Marky. El DVD s'acabà a temps per incloure comentaris de Johnny Ramone, el qual va morir de càncer de pròstata el 15 de setembre de 2004.
El gener de 2005, Marky va participar en una gira amb el grup rus Tarakany. El tour s'anomenà Ramones Night Tour 2005: Marky Ramone & Tarakany!
Actualment participa en gires amb el seu grup, Marky Ramone and Friends i fa de locutor al programa de ràdio Marky Ramone Punk Rock Blitzkrieg de l'emisora Sirius Satellite Radio.
L'abril de 2008, apareix en un CD tocant la bateria amb el grup canadenc de punk Teenage Head. El CD porta per títol Teenage Head with Marky Ramone. Està produït per Daniel Rey, el qual va treballar diverses vegades amb els Ramones.
El 2008 va participar en les eleccions com a candidat per l'alcaldia de la ciutat nord-americana de Newbridge, Nova Jersey, però fou vençut per Roy Ziegler.

## Discografia
Amb Dust:
- 1971 - Dust
- 1972 - Hard Attack

Amb Estus:
- 1973 - Estus

Amb The Voidoids:
- 1976 - Another World (single)
- 1977 - Blank Generation (single)
- 1977 - Blank Generation (àlbum)
- 1979 - The Kid With the Replaceable Head (single)
- 1979 - Destiny Street (àlbum)
- 1989 - Funhunt (àlbum en directe)

Amb The Ramones:

- Albums:
  - 1978 - Road to Ruin
  - 1980 - End of the Century
  - 1981 - Pleasant Dreams
  - 1983 - Subterranean Jungle
  - 1988 - Ramones Mania (recopilatori)
  - 1989 - Brain Drain
  - 1991 - All the Stuff (And More!) Volume 2 (recopilatori)
  - 1991 - Loco Live [EU Version] (directe)
  - 1992 - Loco Live [US Version] (directe)
  - 1992 - Mondo Bizarro
  - 1993 - Acid Eaters
  - 1995 - ¡Adios Amigos!
  - 1996 - Greatest Hits Live (directe)
  - 1997 - We're Outta Here! (Live)
  - 1999 - Hey Ho! Let's Go: The Anthology (recopilatori)
  - 2002 - Loud, Fast Ramones: Their Toughest Hits (recopilatori)
  - 2005 - Weird Tales of the Ramones (recopilatori)

- Singles:
  - 1978 - Needles and Pins (1978)
  - 1979 - She's the One (1979)
  - 1979 - Rock 'n' Roll High School (1979)
  - 1980 - Baby, I Love You (1980)
  - 1980 - Do You Remember Rock 'n' Roll Radio? (1980)
  - 1981 - We Want the Airwaves (1981)
  - 1981 - She's a Sensation (1981)
  - 1983 - Psycho Therapy (1983)
  - 1983 - Time Has Come Today (1983)
  - 1989 - Pet Sematary (1989)
  - 1989 - I Believe in Miracles (1989)
  - 1992 - Poison Heart (1992)
  - 1992 - Strength to Endure (1992)
  - 1993 - Touring (1993)
  - 1993 - Journey to the Center of the Mind (1993)
  - 1993 - Substitute (1993)
  - 1994 - 7 and 7 Is (1994)
  - 1995 - I Don't Want to Grow Up (1995)
  - 1995 - The Crusher (1995)
  - 1996 - R.A.M.O.N.E.S. (1996)

Amb Marky Ramone and the Intruders:
- 1994 - Coward with the Gun (single)
- 1996 - Marky Ramone & The Intruders
- 1999 - The Answer To Your Problems?[2]
- 2006 - Start of the Century (disc 1)

With Dee Dee Ramone:
- 1997 - I Am Seeing U.F.O's (single)
- 1997 - Zonked/Ain't It Fun (àlbum)[3]

Amb The Ramainz:
- 1999 - Live in N.Y.C. (directe)

Amb Joey Ramone:
- 2001 - Merry Christmas (I Don't Want to Fight Tonight) (single)
- 2002 - What A Wonderful World (single)
- 2002 - Don't Worry About Me (àlbum)
- 2002 - Christmas Spirit... In My House (EP, CD)

With Marky Ramone & the Speedkings:
- 2001 - Speedkings Ride Tonight (single)
- 2001 - No If's, And's or But's (àlbum)
- 2001 - Alive (directe)
- 2001 - Ride Tonight/Hot Rods R' Us (single)
- 2002 - Legends Bleed (àlbum)[4]
- 2002 - I've Got Dee Dee On My Mind/Chinese Rocks (single)
- 2002 - Rawk Over Scandinavia (EP directe de 4 cançons)
- 2003 - Love Hates Me/Dirty Action (single amb Texas Terri Bomb)
- 2003 - Speedfinns
- 2003 - Good Cop Bad Cop/Sidewalkin (single)

Amb The Misfits:
- 2002 - Don't Open 'Til It's Doomsday/Day The Earth Caught Fire (amb Balzac)
- 2003 - Project 1950 (àlbum)

Amb Osaka Popstar:
- 2006 - Osaka Popstar and the American Legends of Punk
- 2008 - "Rock'Em O-Sock'Em Live!"

Amb Tequila Baby:
- 2006 - Marky Ramone & Tequila Baby Live

Solo:
- 2006 - Start of the Century (disc 2, live performances)

Amb Teenage Head:
- 2008 - Teenage Head with Marky Ramone

Amb Bluesman: 
- 2008 - Stop Thinking (Single) (es pot escoltar al MySpace de Marky Ramone)

## Filmografia
- 1979 - Rock 'n' Roll High School (com ell mateix)
- 1980 - Blank Generation (com a membre de The Voidoids)
- 1993 - Ramones Around the World (com ell mateix, director i productor)
- 1997 - We're Outta Here! (com ell mateix)
- 2002 - The Brooklyn Boys (Tommy)
- 2003 - End of the Century (com ell mateix)
- 2004 - Ramones: Raw (com ell mateix)
- 2006 - Too Tough to Die: A Tribute to Johnny Ramone (com ell mateix)